# Gestohlene oder zerstörte Kunst im öffentlichen Raum in Hamburg
Diese Liste von gestohlener oder zerstörter Kunst in Hamburg enthält gestohlene oder zerstörte Kunstwerke, die ehemals dauerhaft auf dem Gebiet der Freien und Hansestadt Hamburg aufgestellt waren, sich dort im öffentlichen Raum befanden und von anerkannten Künstlern und Künstlerinnen geschaffen wurden.
Viele dieser Kunstwerke wurden durch das Programm Kunst am Bau (und dessen Folgeprogramme) gefördert oder mit öffentlichen Geldern angekauft, dies ist aber keine Voraussetzung für die Aufnahme. Ebenso mögen einige dieser gestohlenen oder zerstörten Kunstwerke als Kulturdenkmal geschützt sein, aber auch das ist keine Voraussetzung für die Aufnahme in diese Liste.
Basis der Zusammenstellung sind Datensätze der Hamburger Kulturbehörde von 2012 und 2018, eine Veröffentlichung der SAGA GWG von 2008 und verschiedene Veröffentlichungen von Kunsthistorikern zum Thema. Eine abschließende Liste von Literatur kann es nicht geben, jedoch ist für jeden Eintrag in die Liste ein konkreter Verweis auf eine amtliche Liste oder anerkannte Sekundärliteratur erforderlich.
Für den Nachweis des Diebstahls oder der Zerstörung genügt es nicht, dass sich das Kunstwerk nicht mehr am ursprünglichen Ort der Aufstellung befindet, da es eingelagert oder umgesetzt sein könnte. Stattdessen ist der Nachweis von Diebstahl oder Zerstörung durch geeignete Quellen zu erbringen.

## Legende
- Lage: Nennt den Stadtteil, dazu die nächstgelegene Straße und, wenn vorhanden und sinnvoll, das nächstgelegene Bauwerk (mit Hausnummer) oder das umgebende Gebiet (z. B. einen Park) der letzten bekannten Aufstellung des Kunstwerks. Darunter werden – wenn vorhanden – auch die Geo-Koordinaten und das Wikidata-Logo als Verweis auf das Wikidata-Objekt angegeben. Die Spalte ist nach dem Stadtteil sortierbar.
- Künstler: Name des Künstlers, der bzw. die das Kunstwerk geschaffen hat, verlinkt mit dem Wikipedia-Artikel zur Person. Die Spalte ist nach dem Nachnamen sortierbar.
- Beschreibung: Kurzbeschreibung des Werks, immer zuerst: Werktitel (kursiv), dann möglichst Material, Stil, Größe, Dargestelltes, Art der Förderung und Details zu Diebstahl oder Zerstörung.
- Jahr: Jahr der Fertigstellung des Kunstwerkes, wenn unbekannt, dann das Jahr der Aufstellung. Hier kann nur ein einziges Jahr angegeben werden, kein Zeitraum. Weitere zeitliche Details zur Schaffung des Kunstwerkes (von–bis) können in der Beschreibung angegeben werden.
- Quelle: Kulturbehörde, SAGA, Literatur, jeweils mit Fußnote. Diese Angabe ist für eine Aufnahme in die Liste verpflichtend.
- Bild: Bild des Kunstwerks, mit Link auf Commons-Kategorie, wenn vorhanden

Hinweis: Die Grundsortierung der Liste erfolgt nach der Stadtteil. Die Liste ist alternativ nach Künstler, Werktitel, Datierung oder Quelle sortierbar.

## Liste
| Lage                                                                                         | Künstler              | Beschreibung | Jahr | Quelle        | Bild |  |
| -------------------------------------------------------------------------------------------- | --------------------- | --- | ---- | ------------- | --- |  |
| Billstedt Oststeinbeker Weg 29, Schule Oststeinbeker Weg, Pausengang                         | unbekannt             | Gegenständliche Steinskulptur eines knienden Mannes mit einem Fisch unterm Arm. Schule geschlossen und zwischen 2015 und 2020 bis auf die Aula abgerissen. | 1952 | Staatsarchiv  | |  |
| Billstedt Oststeinbeker Weg 29, Schule Oststeinbeker Weg, Pausengang                         | Ernst-Günther Hansing | Zwei Wandgestaltungen Ankauf im Rahmen von „Kunst am Bau“, Schule geschlossen und zwischen 2015 und 2020 bis auf die Aula abgerissen | 1958 | Kulturbehörde | |  |
| Billstedt Oststeinbeker Weg 29, Schule Oststeinbeker Weg, Pausengang, Wand nach Süden (Lage) | Ernst Witt            | Füllhorn Das Wandbild wurde im Rahmen von „Kunst am Bau“ angekauft. Schule geschlossen und zwischen 2015 und 2020 bis auf die Aula abgerissen. | 1958 | Kulturbehörde | weitere Bilder |  |
| Harburg Bremer Straße/Maretstraße (Lage)                                                     | Hendrik-André Schulz  | Trauerndes Kind Bezirksauftrag, Opferdenkmal. In der Nacht vom 22./23. Juli 2025 wurden die Bronzeplastiken "Blumenmädchen" und "Trauerndes Kind" gestohlen. | 1988 | Kulturbehörde | weitere Bilder |  |
| Harburg Maretstraße 20, rechts neben dem Wohnblock (Lage)                                    | Karl August Ohrt      | Blumenmädchen Bronzeplastik eines stehenden Mädchens mit Blumen, Ankauf durch SAGA im Rahmen von „Kunst am Bau“. In der Nacht vom 22./23. Juli 2025 wurden die Bronzeplastiken "Blumenmädchen" und "Trauerndes Kind" gestohlen.                                                             | 1956 | Kulturbehörde | weitere Bilder |  |
| Horn Rennbahnstraße 110, Jugendherberge in Horn (Lage)                                       | Werner Michaelis      | Dreiergruppe abstrakte Formen Die fünfteilige Skulptur befand sich ehemals im Innenhof. Mit Stand 2024 ist sie auseinandergenommen und in beschädigten Einzelteilen auf einer Palette rechts des Gebäudes gelagert. Der Innenhof wurde neugestaltet.                                        | ?    | Kulturbehörde | weitere Bilder |  |
| Horn Rennbahnstraße 110, Jugendherberge in Horn, Gartenanlage (Lage)                         | Werner Reichhold      | ohne Titel Stahlplastik, KaB. Laut Geschichtswerkstatt Horn nach Demontage aus Zwischenlager gestohlen. | 1965 | Kulturbehörde | Bild gesucht Die Wikipedia wünscht sich an dieser Stelle ein Bild vom Ort mit diesen Koordinaten 53.56096 10.0811 . Motiv: Horn Falls du dabei helfen möchtest, erklärt die Anleitung , wie das geht. BW          |  |
| Horn Rhiemsweg 83/85 (Lage)                                                                  | Kurt Bauer            | Wildpferde Laut Geschichtswerkstatt Horn gestohlen, nur noch Bodenplatte sichtbar. | 1957 | Zabel         | weitere Bilder |  |
| Horn Washingtonring 7/9 (Lage)                                                               | Karl August Ohrt      | Mutter mit tanzendem Kind SAGA, Skulptur wohl gestohlen. | 1958 | Kulturbehörde | weitere Bilder |  |
| Horn Weddestraße 28, Förderschule, Außen (Lage)                                              | Karl Hartung          | Knospe Kunst am Bau?, nicht in KB-Listen, Zugang unklar. Am Standort befand sich die Förderschule Weddestraße, später Zweigstelle der Förderschule Hauskoppelstieg. Die Schulgebäude wurden 2023 komplett abgerissen, auf dem Gelände werden Wohnungen errichtet. Skulptur verschollen (?). | 1954 | Kulturbehörde | Bild gesucht Die Wikipedia wünscht sich an dieser Stelle ein Bild vom Ort mit diesen Koordinaten 53.54782 10.08679 . Motiv: Horn Falls du dabei helfen möchtest, erklärt die Anleitung , wie das geht. BW         |  |
| Jenfeld Gleiwitzer Bogen 90, nahe Straße (Lage)                                              | Maria Pirwitz         | Merkzeichen (SAGA: Würfel mit gelb/roten Kreisplatten) SAGA | 1971 | Kulturbehörde | Bild gesucht Die Wikipedia wünscht sich an dieser Stelle ein Bild vom Ort mit diesen Koordinaten 53.56864 10.13738 . Motiv: Jenfeld Falls du dabei helfen möchtest, erklärt die Anleitung , wie das geht. BW      |  |
| Jenfeld Gleiwitzer Bogen 111 (Lage)                                                          | Helmuth Heinsohn      | Wegweiser (SAGA: Kreis auf Podest) SAGA | 1971 | Kulturbehörde | Bild gesucht Die Wikipedia wünscht sich an dieser Stelle ein Bild vom Ort mit diesen Koordinaten 53.56919 10.13569 . Motiv: Jenfeld Falls du dabei helfen möchtest, erklärt die Anleitung , wie das geht. BW      |  |
| Jenfeld Gleiwitzer Bogen 113 (Lage)                                                          | Herbert Meinke        | Wegweiser (SAGA: Beton, farbiges Plexiglas) SAGA | 1971 | Kulturbehörde | |  |
| Lurup Eckhoffplatz, vor Lurup Center (Lage)                                                  | Henrik Böhlig         | Reifenspieler KaB. Wurde 2019 gestohlen.2020 gestohlen | 1962 | Kulturbehörde | weitere Bilder |  |
| Lurup Fahrenort 67–73 (Lage)                                                                 | Ursula Querner        | Zwei Faune Faunsbrunnen, zweiteilig, SAGA. Wurde 2019 gestohlen.2020 gestohlen lt. Abendblatt 17. September 2020 | 1961 | Kulturbehörde | weitere Bilder |  |
| Lurup Ohlestraße 5 / Weistritzstraße 5 (Lage)                                                | Christoph Bechteler   | Vogelgruppe Gruppe von fünf Vögeln, Ankauf durch SAGA. Bei vier der Vögel wurden die Hälse und Köpfe abgesägt und gestohlen. | 1962 | Kulturbehörde | weitere Bilder |  |
| Lurup Recknitzstraße 35, südlich der Suderstraße in Grünanlage (Lage)                        | Berto Lardera         | Zwischen zwei Welten III Entstanden 1959–1960, Ankauf durch SAGA. Wurde vor 2019 gestohlen und eingeschmolzen, danach aus der Denkmalliste gelöscht. | 1960 | Kulturbehörde | Bild gesucht Die Wikipedia wünscht sich an dieser Stelle ein Bild vom Ort mit diesen Koordinaten 53.6005 9.86664 . Motiv: Lurup Falls du dabei helfen möchtest, erklärt die Anleitung , wie das geht. BW          |  |
| Lurup Spreestraße 25 / Ecke Franzosenkoppel (Lage)                                           | Karl Heinz Engelin    | Paar auf Pferd Bronzeskulptur, Ankauf durch SAGA. Wurde 2019 gestohlen. | 1962 | Kulturbehörde | Bild gesucht Die Wikipedia wünscht sich an dieser Stelle ein Bild vom Ort mit diesen Koordinaten 53.60074 9.88053 . Motiv: Lurup Falls du dabei helfen möchtest, erklärt die Anleitung , wie das geht. BW         |  |
| Rahlstedt Schöneberger Straße 60, am Eingang zum Hohenhorstpark (Lage)                       | Karl Heinz Engelin    | Roßbändiger Bronzeskulptur eines Mannes, der ein sich aufbäumendes Pferd am Zügel hält. 2021 wurde die Figur des Mannes oberhalb der Knöchel abgesägt und gestohlen, das Pferd und die Fußstümpfe blieben zurück. 2024 fehlte auch das Pferd.                                               | 1963 | rahlstedt.art | weitere Bilder |  |
| Wilstorf Harburger Stadtpark, Schulgarten / Apothekergarten (Lage)                           | Ernst Küster          | Bärenbrunnen Steinskulptur, nach Vandalismus abgebaut, nur noch Einfassung Brunnenbecken und Sockel vorhanden | 1952 | Zabel         | weitere Bilder |  |
| Wandsbek Eichtalpark, südwestliche Ecke (Lage)                                               | Otto Stichling        | Junges Weib Die Bronzeskulptur wurde 2010 gestohlen. 2018 wurde am selben Ort ein Abguss der Skulptur „Schöne“ von Hanno Edelmann aufgestellt. | 1905 | Bildindex     | Bild gesucht Die Wikipedia wünscht sich an dieser Stelle ein Bild vom Ort mit diesen Koordinaten 53.5784781 10.0880557 . Motiv: Wandsbek Falls du dabei helfen möchtest, erklärt die Anleitung , wie das geht. BW |  |